# Paramaradynastie

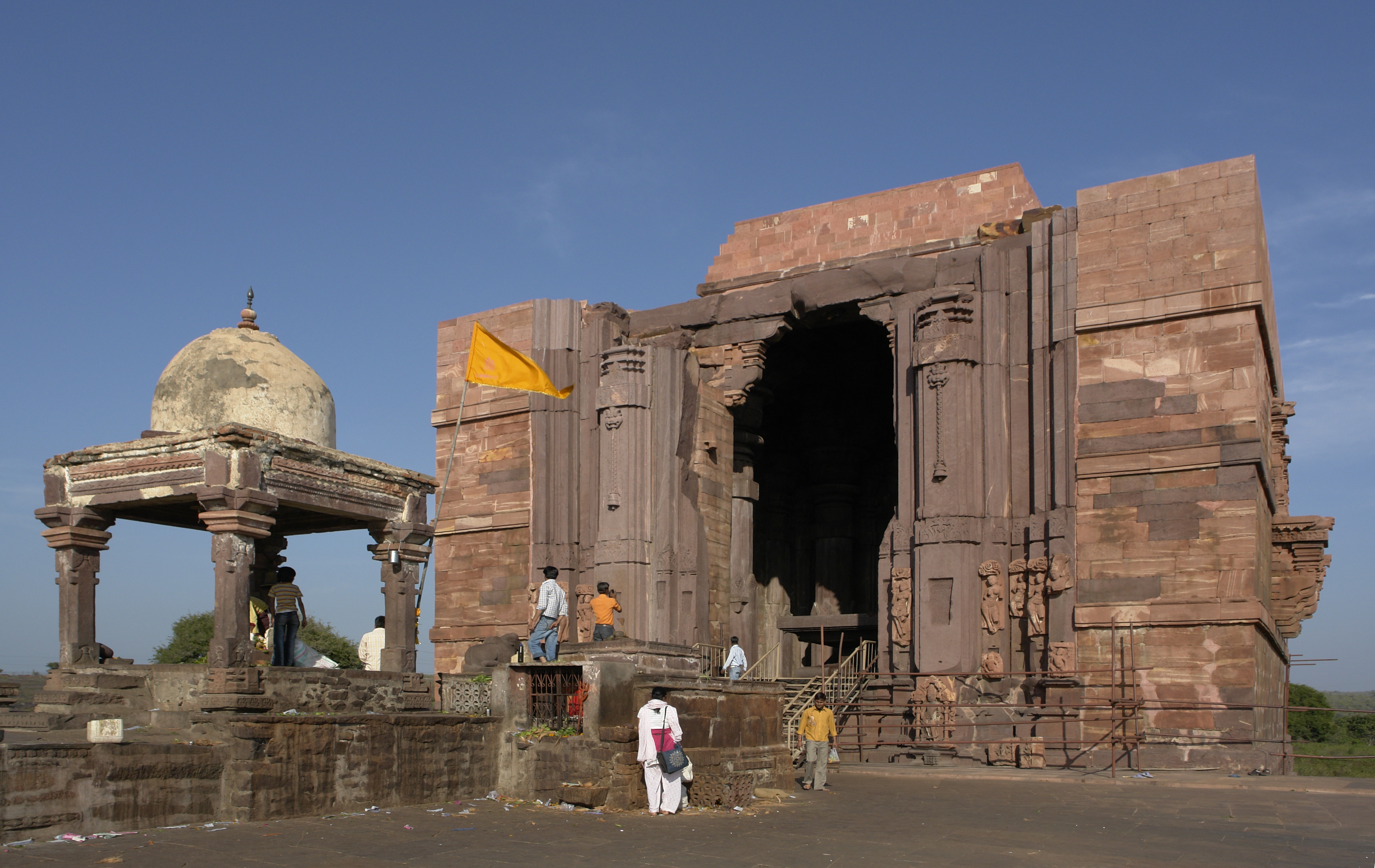
Ruïne van de 11e-eeuwse Bhojeshvaratempel in Bhojpur, gebouwd door de Paramaravorst Bhoja I

De Paramaradynastie was een dynastie die in de middeleeuwen over de streek Malwa in het centrale westen van India heerste. De Paramara's waren Agnikula-Rajputs, leden van de kshattriyakaste die beweerden van de vuurgod Agni af te stammen. Oorspronkelijk waren ze vazallen van de Rashtrakuta's, maar in de 10e eeuw werden ze als gevolg van de afname van de macht van de laatsten onafhankelijk. Een politiek en cultureel hoogtepunt volgde in de 11e en 12e eeuw, onder andere met de regering van de filosoof-koning Bhoja, wiens leven en daden sterk geromantiseerd zijn in de middeleeuwse Rajputliteratuur. De macht van Malwa nam in de 13e eeuw geleidelijk af als gevolg van de invallen uit het noorden door de sultans van Delhi. In het jaar 1305 werd Malwa veroverd door sultan Alauddin Khalji en kwam een einde aan de Paramaradynastie.

## Geschiedenis
Malwa was sinds de Vedische periode een belangrijke schakel op de handelsroutes tussen het noorden van India en de havensteden van Gujarat en de Konkankust. De stad Ujjain vormde in de vroege middeleeuwen een bloeiend handelscentrum, maar de Paramara's kozen als hun hoofdstad de stad Dhar, verder naar het zuiden. De stichter van de dynastie was radja Upendra, die rond het jaar 800 geregeerd moet hebben.
De vroege Paramara's waren vazallen van de Rashtrakuta's van Gulbarga (in hedendaags Karnataka), en verdedigden Malwa tegen de Pratihara's van Kannauj. De macht van de Rashtrakuta's verzwakte halverwege de 10e eeuw door oorlogen met de Chandela's. De Paramaravorst Siyaka II kwam in opstand en plunderde in 972 Manyakheta, de hoofdstad van het Rashtrakutarijk. Tien jaar later zou de laatste Rashtrakutavorst Indra IV sallekhana plegen (het jainistische ritueel van vasten tot de dood erop volgt) en een einde komen aan het Rashtrakutarijk.
Siyaka II en zijn opvolgers voerden oorlog met de Chandela's in het oosten, de Solanki's van Gujarat in het zuidwesten, de Pratihara's in het noorden en hun later onafhankelijk geworden vazallen Marwar en Mewar in het noordwesten. In het zuiden werd ook oorlog gevoerd met de Westelijke Chalukya's, die het kerngebied van de Rashtrakuta's in Karnataka hadden overgenomen, en hun vazallen, de Kalachuri's. De in inscripties genoemde conflicten met al deze buurrijken waren mogelijk het gevolg van de rituele veroveringstocht in de vier windrichtingen (de digvijaya), die iedere hindoeïstische vorst na zijn troonsbestijging geacht werd te organiseren. Het gebruik was reden voor een vrijwel constante staat van oorlog tussen de verschillende rijken en rijkjes van middeleeuws India.
De bekendste Paramaravorst was Bhoja I, die tussen 1010 en 1055 regeerde. Hoewel ook deze vorst een serie militaire conflicten tegen de buurstaten leidde, was dit niet zijn grootste verdienste. Meer dan andere vorsten uit de periode was Bhoja een benadering van de ideale hindoeïstische vorst; een uomo universale die zich in uiteenlopende zaken als poëzie, yoga, boogschieten en geneeskunst bekwaamde. Bhoja en zijn opvolgers lieten in Dhar en Mandu tempels en monumenten bouwen.
Ondertussen was in het noorden van India een militaire dreiging ontstaan in de vorm van de Ghaznaviden, islamitische plunderaars uit Centraal-Azië. Na de plundering van de tempel van Somnath in Gujarat door Mahmud van Ghazni in 1024 hielp Bhoja I de Solanki's de tempel te herbouwen.
De Centraal-Aziatische invallers stichtten in het begin van de 13e eeuw het sultanaat Delhi, dat direct aan Malwa grensde. Sultans als Iltutmish hielden plundertochten naar het zuiden, maar aanvankelijk lukte het ze niet Malwa te onderwerpen. Pas in 1305, na eerst de Seuna's in de Dekan te hebben onderworpen, veroverde sultan Alauddin Khalji het gebied en kwam een einde aan de Paramaradynastie.